# Визиров, Алиамбар Измайлович
Алиамбар Измайлович Визиров (1816—1859) — майор Эриванского гренадерского полка, герой штурма Карса в 1855 году.

## Биография
Родился в 1816 году в Борчалинском уезде Тифлисской губернии. Согласно послужному списку сын штабс-ротмистра. Происходил из дворян Тифлисской губернии, магометанского вероисповедания. По национальности азербайджанец. Образование получил в Тифлисской гимназии.
В военную службу вступил 5 мая 1834 года в Эриванский гренадерский полк юнкером и 3 февраля 1837 года был произведён в прапорщики.
В 1838 году состоял под командованием генерала Симборского и участвовал в экспедиции для занятия устья реки Сочи на Черноморском побережье и сооружении там форта Александрии. Прапорщик Визиров в числе других офицеров отличился в ночь с 30 на 31 мая в деле спасения экипажей военных и купеческих судов, потерпевших кораблекрушение у Сочи:
состоя в стрелковой цепи на морском берегу, против  которого была Мессемврия, содействовали своим ротным командирам отражению многочисленного неприятеля  и спасению экипажа, давая притом  собою нижним чинам  пример мужества и неустрашимости.
За это дело 21 ноября 1838 года был награждён орденом Св. Анны 4-й степени с надписью «За храбрость». В июне состоял в отряде подполковника Радкевича и при отражении атаки горцев на укрепление участвовал в отбитии пушки. 23 июня 1839 года за отличие произведён в подпоручики. 16 мая 1842 года произведён в поручики. 30 марта 1846 года пожалован орденом Св. Анны 3-й степени с бантом.
В кампанию 1847 года Визиров состоял в Самурском отряде и при отступления отряда от Гергебиля к Турчидагу находился в аръергардной цепи. За отличие в этом бою он 26 ноября получил чин штабс-капитана. Вслед за тем назначен командиром 12-й егерской роты Эриванского полка.
В 1852 году Визиров находился на Лезгинской линии, причём в самом начале кампании, 11 апреля, был произведён в капитаны. «За бдительность в сохранении должного порядка и дисциплины во вверенных частях при столь трудных движениях, какие были во время похода в горный магал, за заботливость о подведомственных нижних чинах и вообще за усердие и рвение, с которыми переносил все труды настоящей экспедиции» он был награждён орденом Св. Анны 2-й степени.
С самого начала Восточной войны Визиров находился в действующей против турок армии и командовал 4-м батальоном Эриванского гренадерского полка. За отличие в сражении при Баяндуре он получил императорскую корону к ордену Св. Анны 2-й степени а за сражение при Баш-Кадыкларе был произведён в майоры.
19 марта 1856 года Визиров за отличие при штурме Шорахских фортов под Карсом был награждён орденом Св. Георгия 4-й степени (№ 9900 по кавалерскому списку Григоровича — Степанова)
Командуя тремя ротами 4-го батальона, в то время когда первая линия колонны генерал-майора Майделя перейдя ров бросилась на бруствер, он с вверенною ему частью с примерною быстротою обошёл левый фланг укрепления, ворвался в лагерь и удержал натиск неприятеля, спешившего оттеснить нашу первую линию, чем способствовал успеху общей атаки. Несмотря на полученную рану, оставался и которое время при батальоне.
Несмотря на то что во время штурма Визиров остался в строю, рана его оказалась весьма тяжёлой: ружейная пуля попала в пах с правой стороны, также он был контужен осколком гранаты. 28 августа 1857 года майору Визирову была назначена пенсия за рану 265 рублей серебром в год. В 1858 году принимал участие «в делах против лезгин».
Скончался Визиров осенью 1859 года, из списков исключён 12 октября.